# Ga Cương Sơn
Cương Sơn (tiếng Trung: 岡山車站; bính âm: Gāngshān Chēzhàn) là một ga đường sắt là một ga đường sắt trên tuyến Bờ Tây (Tuyến ven biển) thuộc Cục quản lý Đường sắt Đài Loan (TRA) nằm ở Cương Sơn, Cao Hùng, Đài Loan.

## Lịch sử
Nhà ga mở cửa ngày 15 tháng 12 năm 1900 gọi là ga A Công Điếm (阿公店停車場), và đổi tên thành ga Okayama (岡山駅) vào năm 1920. Đến tháng 12 năm 1923, nhà ga gỗ được khánh thành thay thế nhà ga cũ năm 1900. Sau đó tòa gà gỗ xây dựng từ năm 1923 đã bị cháy vào ngày 3 tháng 11 năm 1995 và tòa nhà hiện tại được mở cửa vào ngày 29 tháng 10 năm 1993. Cổng thu phí bằng thẻ thông minh không tiếp xúc được lắp đặt tại nhà ga này vào ngày 30 tháng 9 năm 2013.
KMRT Tuyến đỏ sự kiến mở rộng hướng Bắc đến ga Cương Sơn vào năm 2020.

## Xung quanh ga
- Tỉnh lộ 1